# Pe Bistrița la vale
Pe Bistrița la vale este un film românesc din 1984 regizat de Titus Mesaros.